# Zastava M97/M97K
Le pistolet-mitrailleur Zastava M97 est la copie serbe du Mini-Uzi. Il est donc à rapprocher de l'Ero qui esy l'Uzi croate.

## Technique
- Comme l'original, le Zastava M97 fonctionne en tir semi-automatique ou automatique avec une culasse télescopique et non calée.
- Elle n'est disponible qu'avec la crosse repliable sur le côté de l'arme.
- Le sélecteur de tir offre une position de sécurité, coup par coup et rafales.
- Une sécurité  est placée à l'arrière de la poignée et interdit le tir lorsqu'elle n'est pas enfoncée donc, par exemple, lorsque l'arme n'est pas tenue.
- Un loquet sur le levier de culasse permet d'en interdire le mouvement vers l'avant.